# مركز كروس للتأمين
مركز كروس للتأمين (بالإنجليزية: Cross Insurance Center)‏ هو ساحة متعددة الأغراض تتسع لـ 5،800 مقعد في بانجور، مين، الولايات المتحدة.